# 海讷斯罗伊特
海讷斯罗伊特是德国巴伐利亚州的一个市镇。总面积14.65平方公里，总人口3672人，其中男性1792人，女性1880人（2011年12月31日），人口密度251人/平方公里。